# Toxorhynchites angolensis
Toxorhynchites angolensis är en tvåvingeart som beskrevs av Ribeiro 1992. Toxorhynchites angolensis ingår i släktet Toxorhynchites och familjen stickmyggor.
Artens utbredningsområde är Angola. Inga underarter finns listade i Catalogue of Life.